# Mathieu Bauderlique
Mathieu Albert Daniel Bauderlique (Hénin-Beaumont, 3 de julio de 1989) es un deportista francés que compite en boxeo. Participó en los Juegos Olímpicos de Río de Janeiro 2016, obteniendo una medalla de bronce en el peso semipesado.

## Palmarés internacional
| Juegos Olímpicos | Juegos Olímpicos        | Juegos Olímpicos  | Juegos Olímpicos |
| Año              | Lugar                   | Medalla           | Categoría        |
| ---------------- | ----------------------- | ----------------- | ---------------- |
| 2016             | Río de Janeiro (Brasil) | Medalla de bronce | 81 kg            |